# Sector Espacial 2814
En los cómics DC, el Sector Espacial 2814 es la designación otorgada por los Guardianes del Universo, creadores de los Green Lantern Corps, al sector del espacio que contiene a la Tierra (designada como el planeta 38.c). Muchos dominios galácticos e intergalácticos lo consideran al mismo tiempo un lugar apartado y de importancia extrema, principalmente a causa de la gran prominencia de la Tierra en asuntos universales.
El Sector 2814 fue patrullado en primer lugar, en tiempos bastante anteriores a nuestro siglo por un Green Lanter Linterna Verde llamado YALAN GUR, mucho tiempo antes que el de la Tierra. Muchos años pasaron antes que el Linterna Verde Abin Sur fuera la mayor parte de los siglos XIX y XX, hasta el choque fatal de su nave en la Tierra mientras huía de la consciencia colectiva conocida como Legion. Su anillo pasó al Linterna Verde más famoso de toda la historia, Hal Jordan. Luego de la renuncia de Jordan, John Stewart se desempeñó como Linterna Verde del 2814 hasta la primera destrucción de los Corps, cuando los Guardianes anularon la restricción de "un LV por sector" y abandonaron a los Corps.
Tal como es descrito por los Guardianes, cada Sector Espacial constituye 1/3600 del universo conocido (excluyendo dimensiones separadas). Existen al menos 100 mil millones de galaxias en el universo, es decir que por cada sector hay un Linterna Verde que "patrulla" millones de galaxias. En ocasiones, los fanes critican el hecho de que solamente 3600 seres puedan patrullar todo el universo, pero la cuestión aún no ha sido tratada de forma significativa por los escritores o editores de DC Comics.
Luego de la segunda reestructuración de los Corps, los Guardianes han determinado que haya dos Linternas Verdes por cada sector.
- Datos: Q6123283